# 埃塞尔雷德 (麦西亚)

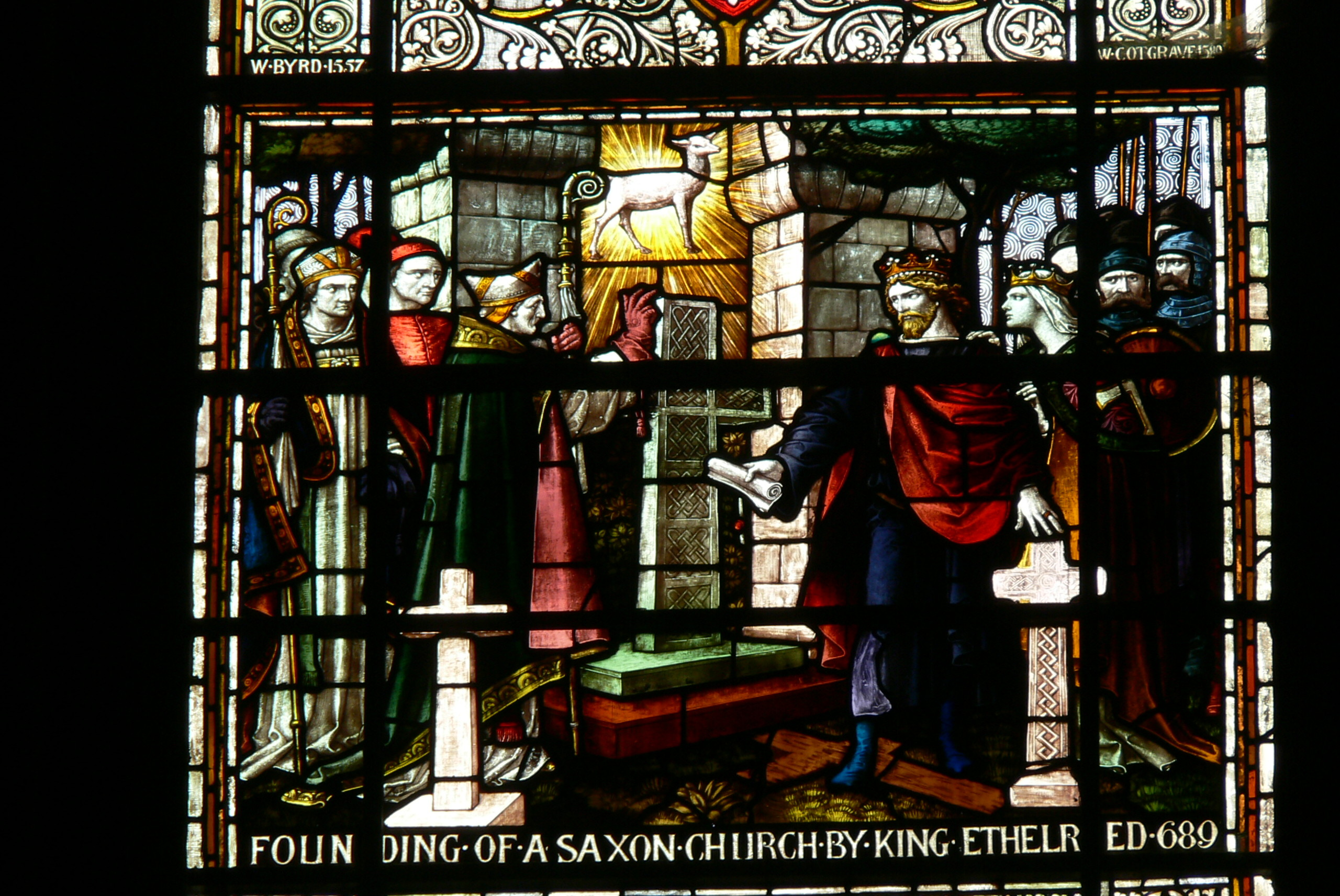
切斯特的施洗者圣约翰教堂的彩绘玻璃窗，描述埃塞尔雷德于689年创建该教堂。

埃塞尔雷德（？—704年以后）是麦西亚的一个国王，675年—704年在位。他是麦西亚国王彭达的儿子。675年，他的兄弟、麦西亚国王伍尔夫希尔因病去世后，他继承王位。在即位后一年内，他率军入侵肯特，摧毁了罗切斯特城。679年，他在特伦特战役中击败他的姐夫、诺森布里亚国王埃克弗里斯：这场战役对诺森布里亚来说是一次重大挫折，有效地结束了诺森布里亚在亨伯河口以南的英格兰事务中的军事参与，还迫使诺森布里亚将林赛王国归还给麦西亚。然而，埃塞尔雷德未能重新建立其前任对大不列颠岛南部的统治。